# Travels through Spain in the years 1775 and 1776
Travels through Spain in the years 1775 and 1776 fue un libro de viajes de Henry Swinburne, publicado en 1779.

## Descripción
Su primera edición data de 1779 y fue publicada en Londres por P. Elmsly. Narra los viajes de Henry Swinburne, en la compañía de Thomas Gascoigne, por España, llevados a cabo entre 1775 y 1776. Entró en el país por La Junquera y salió por Hendaya, alargándose su estadía alrededor de ocho meses. El autor incluyó diversas referencias a Don Quijote de la Mancha. Inscrito en la tendencia de la denominada «leyenda negra», Swinburne idealiza la etapa de dominio musulmán en la península, contrastándola con la situación de su época, en la cual exagera el atraso del país. Con críticas y quejas continuas relacionadas con las carreteras y las posadas, traza un panorama «sombrío» de España. La edición de 1787 incluyó una parte dedicada a un itinerario entre las ciudades francesas de Bayona y Marsella.